# Tylko tak mogło być
Tylko tak mogło być – pierwszy singiel zapowiadający wydanie (2011) albumu Anny Marii Jopek pt. Sobremesa. Premiera radiowa odbyła się 25 czerwca 2011 podczas audycji Markomania Marka Niedźwieckiego w radiowej Trójce. Piosenkę napisali: Beto Betuk i Marcin Kydryński. Obok Anny Marii Jopek wokalnie udzielił się artysta z Wysp Zielonego Przylądka – Tito Paris, który zaśpiewał w języku krioulo w odmianie caboverdiano. Muzycznie udzielił się zespół angolskiego muzyka Yamiego (Fernando Araújo). Gościnnie na klarnecie wystąpił Henryk Miśkiewicz.